# Ветуница
Ветуница или понякога книжовно Ветреница, Ветерница, Ветренец, (на македонска литературна норма: Ветуница) е село в Северна Македония, в община Ранковце.

## География
Селото е разположено в областта Славище.

## История
Между 1355 и 1358 година сръбският цар Стефан Душан или синът му Стефан Урош V даряват селото на църквата „Свети Никола“ в Псача.
В края на XIX век Ветуница е малко българско село в Кривопаланска каза на Османската империя. Според статистиката на Васил Кънчов („Македония. Етнография и статистика“) от 1900 година Вѣтреница е населявано от 230 жители българи християни.
Цялото християнско население на селото е под върховенството на Българската екзархия. По данни на секретаря на екзархията Димитър Мишев („La Macédoine et sa Population Chrétienne“) в 1905 година във Ветерница има 88 българи екзархисти.
При избухването на Балканската война в 1912 година 6 души от Ветуница са доброволци в Македоно-одринското опълчение.
Според преброяването от 2002 година селото има 57 жители, всички северномакедонци.

## Личности
Родени във Ветуница
- Богдан Петков Алексов (1969 - след 1943), български революционер, македоно-одрински опълченец
- Серафим Трайков, български революционер, четник на Владимир Хаджиниколов в 1914 година,[5] четник на Серафим Спасов в същата година[6] и на Петко Стефанов[7] и на Стоян Леков в 1915 година[8]
- Трайко Тошев, български революционер от ВМОРО, паланечки войвода през 1907 година[9]